# Hrușkî, Volodarsk-Volînskîi
Hrușkî (în ucraineană Грушки) este localitatea de reședință a comunei Hrușkî din raionul Volodarsk-Volînskîi, regiunea Jîtomîr, Ucraina.

## Demografie
Componența lingvistică a localității Hrușkî
     Ucraineană (98,79%)
     Rusă (1,21%)
Conform recensământului din 2001, majoritatea populației localității Hrușkî era vorbitoare de ucraineană (98,79%), existând în minoritate și vorbitori de rusă (1,21%).